# Brašljevica
Brašljevica is een plaats in de gemeente Ozalj in de Kroatische provincie Karlovac. De plaats telt 54 inwoners (2001).